# Seitenwindstabilität
Als Seitenwindstabilität wird die Problematik der Kippsicherheit von bodengebundenen Fahrzeugen bei starkem Seitenwind bezeichnet. Darin ist die Fahrsicherheit von Straßenfahrzeugen bei Seitenwind im Sinne der Spurhaltung also nicht inbegriffen. Die Seitenwindstabilität betrifft hauptsächlich Fahrzeuge, die dem Seitenwind eine große seitliche Angriffsfläche bieten und eine verhältnismäßig schmale Spurweite besitzen.

## Begriff
Bei Straßenfahrzeugen werden für die o. g. Spurhaltung andere Begriffe verwendet wie z. B. Richtungsstabilität. Im Bauingenieurwesen wird der Begriff ebenfalls nicht verwendet, da Windbelastungen für die Integrität und das Schwingungsverhalten eines Bauwerks relevant sind, nicht aber für seine Stabilität im strukturmechanischen Sinne von Widerstandsfähigkeit gegen Knicken. Schließlich kommen in der Luftfahrt, wo mehrere Bewegungsachsen eine Rolle spielen, die Begriffe Seitenwind und Stabilität zwar oft vor, aber nicht in der in dem Kontext zu unpräzisen Zusammensetzung „Seitenwindstabilität“.

## Relevanz
Besonders bei Schienenfahrzeugen, wo die Eingriffsmöglichkeiten des Triebfahrzeugführers hinsichtlich der Fahrdynamik begrenzt sind und andererseits das Umkippen aufgrund der katastrophalen Folgen auf jeden Fall vermieden werden muss, stellt die Seitenwindstabilität ein relevantes Problem dar. Aus diesem Grund existieren seit einigen Jahren entsprechende Normen bzw. Richtlinien auf nationaler und europäischer Ebene, die einen rechnerischen Nachweis der Stabilität als Voraussetzung für die Zulassung bzw. Operabilität des Fahrzeuges vorsehen. Zu erwähnen ist es hierbei, dass entgegen allgemeiner Auffassung Seitenwind alleine nicht zum Entgleisen eines Zuges führen kann, da die seitlichen Kräfte nicht dafür reichen. Dagegen tragen die seitlichen Kräfte maßgeblich zum Kippmoment (d. h. Rollmoment um die leeseitigen Schiene) bei.
Das Problem der Seitenwindstabilität hat in den letzten Jahren immer mehr an Bedeutung gewonnen. Die Gründe sind in den stetig wachsenden Fahrgeschwindigkeiten und dem sinkenden Leergewicht der Fahrzeuge aufgrund der fortschreitenden Leichtbautechnik zu finden. Bei den Schienenfahrzeugen hat der Ersatz von schweren Lokomotiven durch wesentlich leichtere Trieb- oder sogar Steuerwagen im Hochgeschwindigkeitsverkehr das Problem enorm verschärft.
Bereits bei der Einführung des Shinkansen-Verkehrs, im Jahr 1964, wurde die Höchstgeschwindigkeit bei starkem Seitenwind beschränkt. In Deutschland war die Zulassung des ICE 2 an Geschwindigkeitseinschränkungen bei geschobenen Zügen in seitenwindgefährdeten Bereichen geknüpft.
Bei orkanartigem Wetter wurde in Deutschland wiederholt (z. B. bei den Sturmtiefen Kyrill oder Niklas) der Schienenverkehr vorsorglich entweder komplett oder teilweise eingestellt, bzw. wurden für bestimmte Zugkategorien Geschwindigkeitsbegrenzungen gesetzt. Beim Sturmtief Niklas am 31. März 2015 wurde der Nah- und Fernverkehr in verschiedenen Bundesländern komplett eingestellt so wie die Geschwindigkeit für Fernverkehrszüge im Bereich Nord und Süd auf 140 km/h begrenzt. In solchen Fällen entsteht allerdings die Gefahr nicht nur durch die möglicherweise nicht mehr gegebene Seitenwindstabilität der Fahrzeuge, sondern auch durch Beschädigungen der Eisenbahninfrastruktur (siehe unten).

## Maßnahmen
Abgesehen von konstruktiven Maßnahmen am Fahrzeug (z. B. Ballastierung zur Erhöhung der Fahrzeugmasse und Senkung des Schwerpunktes, wie zum Beispiel beim ICE 3) kann die Seitenwindstabilität bei gegebener Trassierung nur durch die Reduzierung der Fahrgeschwindigkeit oder den Bau von Windschutzwänden erhöht werden. Die erste Lösung ist betrieblich sehr problematisch, denn die Anpassung der Fahrgeschwindigkeit an den Wind setzt die Kenntnis der zu erwartenden Windverhältnisse entlang der Strecke voraus, was eine nicht triviale technische Aufgabe ist. Bei Schienenfahrzeugen müssen außerdem die möglichen Fahrzeitschwankungen im Fahrplan berücksichtigt werden. Die zweite Lösung ist zwar betrieblich optimal, aber mit enormen Kosten verbunden. Die Ballastierung (insb. des ersten bzw. letzten Wagens) ist daher heute immer noch die üblichste Maßnahme zur Sicherstellung der Seitenwindstabilität und (bzw. zur Erfüllung der relevanten Zulassungsnormen) und wird z. B. auch für den ICE 4 in Betracht gezogen.
Tatsächlich sind die meisten Vorschriften für den Eisenbahnverkehr dadurch gekennzeichnet, dass die realen aktuellen Wetterverhältnisse unberücksichtigt bleiben. Konkret heißt es, dass das jeweilige Fahrzeug der für das vorgesehene Einsatzgebiet und in einem festgelegten Zeitraum ungünstigsten zu erwartenden Windbelastung standhalten soll. Dies entspricht einer Worst Case Philosophie bzw. dem im Bauingenieurwesen verwendeten Ansatz der Wiederkehrperiode und wird in einer fahrzeug- und streckenspezifischen sog. Windkennkurve festgehalten. Eine Änderung oder sogar Unterbrechung des Bahnverkehrs aufgrund starken Windes ist daher nicht vorgesehen. Bei extremen Windverhältnissen spielt auch die schwer kontrollierbare Gefahr von Hindernissen auf den Gleisanlagen bzw. die Beschädigung der Oberleitung (z. B. durch umstürzende Bäume) eine wesentliche Rolle. Darüber hinaus kann der Wind Objekte aus der Umgebung oder sogar aus entgegenfahrenden Zügen gegen einen fahrenden Zug schleudern. 